# Manfred Zsak
Manfred Zsak (Mödling, 22 dicembre 1964) è un allenatore di calcio ed ex calciatore austriaco, di ruolo difensore.

## Palmarès
- Campionato austriaco: 3

Austria Vienna: 1990-1991, 1991-1992, 1992-1993
- Coppa d'Austria: 3

Austria Vienna: 1989-1990, 1991-1992, 1993-1994